# Château d'Appenzell
Le château d'Appenzell (allemand : Schloss Appenzell) est un château situé à Appenzell en Suisse. Il est listé comme bien culturel d'importance nationale.

## Histoire
Le château d'Appenzell est construit entre 1561 et 1563 par le riche médecin Antoni Löw. Meneur des partisans de la Réforme protestante en Appenzell, Löw est condamné à mort par les catholiques le 19 décembre 1584 pour avoir tenu des propos diffamatoires à l'égard d'un prêtre. Le château revient à l'État qui le remet aux Franciscaines. Ces dernières habitent le château jusqu'à l'ouverture du couvent Maria zum Engel juste à côté en 1682. L'édifice revient alors à Antoni Speck puis, à sa mort en 1708, à Johann Baptist Fortunat Sutter. Devenu l'unique propriétaire, le médecin Anton Alfred Sutter y installe son cabinet en 1875 ; c'est pourquoi le château est connu localement sous le nom de « Doktorhaus » (« Maison du docteur »).
Le château appartient toujours à la famille Sutter. Il est listé comme bien culturel d'importance nationale.

## Architecture
Le château en pierre est une maison patricienne typique avec un toit à double bâtière croisée, une tour-escalier ronde et un portique. Il est composé de quatre étages de plan carré. L'ensemble d'architecture gothique comprend des éléments de style Renaissance,.